# Stalinstadt

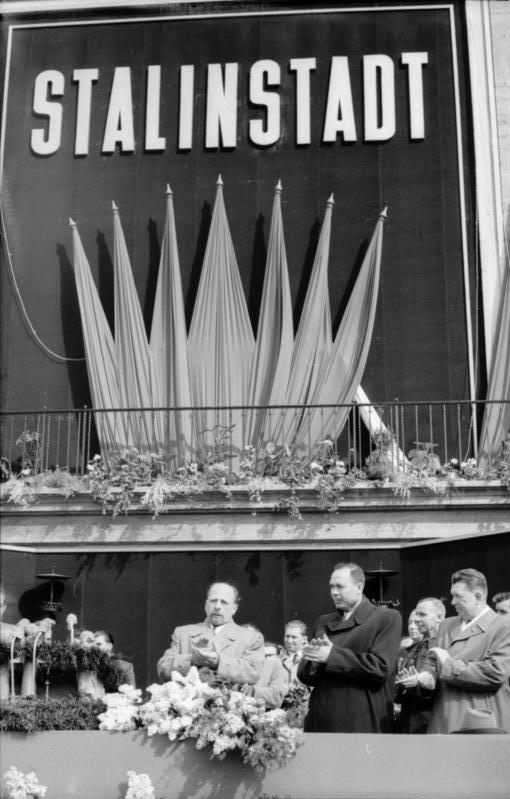
Verleihung des Namens Stalinstadt am 7. Mai 1953

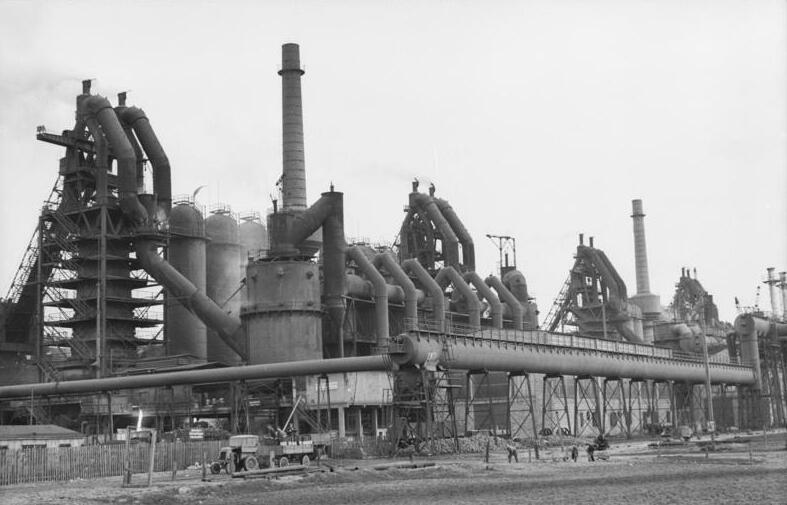
Eisenhüttenkombinat Ost

Stalinstadt war die Wohnstadt des neu errichteten Eisenhüttenkombinats Ost (EKO). Die Wohnstadt entstand ab Sommer 1950 gemeinsam mit der Errichtung des Hüttenwerks in Fürstenberg (Oder). Am 1. Februar 1953 wurde die Wohnstadt des Eisenhüttenkombinats Ost aus der Stadt und dem Kreis Fürstenberg herausgelöst und zu einem selbständigen Stadtkreis erklärt.
Ursprünglich war geplant, die „erste sozialistische Stadt auf deutschem Boden“ am 14. März 1953 anlässlich des 70. Todestags von Karl Marx nach dem „größten Sohn des deutschen Volkes“ zu benennen. Der Tod Josef Stalins am 5. März 1953, kurz vor der geplanten Namensgebung, veränderte die Situation. Am 7. Mai 1953 wurde deshalb die Wohnstadt nach dessen Kampfnamen „Stalinstadt“ benannt. Stattdessen erhielt am 10. Mai 1953 Chemnitz den Namen Karl-Marx-Stadt.
Die Bevölkerung nahm von 2400 Einwohnern (1952) auf 15.150 (1955) zu.
Im Zuge der Entstalinisierung wurde der Name getilgt, indem durch den Zusammenschluss von Stalinstadt und Fürstenberg (Oder) am 13. November 1961 Eisenhüttenstadt gegründet wurde.

## Planung und Entwicklung
Nach dem Zweiten Weltkrieg gab es in der Sowjetischen Besatzungszone keine nennenswerte Stahlproduktion, da sich die deutschen Vorkriegsstandorte fast vollständig in den westlichen Besatzungszonen befanden. Es wurden verschiedene Standorte geprüft, u. a. Magdeburg, Brandenburg, und nahe der Uckermündung an der Ostsee. Dieser Standort war logistisch besser gelegen, da Rohstoffe über das Meer aus Schweden oder der Sowjetunion transportiert werden konnten. Nach einem Gespräch von Walter Ulbricht mit Josef Stalin in Moskau wurden diese Pläne verworfen, um keine Abhängigkeit von einem westlichen Land entstehen zu lassen. Letztendlich wurde die Entscheidung aus militärstrategischen Gründen getroffen. Ulbricht setzte dann den Standort nahe Fürstenberg (Oder) in einer Sitzung mit Industrieexperten durch, weil wegen der relativ weiten Entfernung zu Stützpunkten der US-Streitkräfte in Westdeutschland im beginnenden Kalten Krieg eine längere Vorwarnzeit bei Luftangriffen möglich war. Die offizielle Begründung lautete, dass es eine günstige Lage wäre, um es mit Eisenerz aus Kriwoi Rog und polnischer Steinkohle aus Schlesien, welche per Schiff über die Oder transportiert werden könne, zu betreiben.
Für Fürstenberg als Standort sprach auch die hohe Anzahl an Vertriebenen, die sich nahe der neuen Grenze niederließen. Durch Ansiedlung kriegswichtiger Unternehmen war Fürstenberg bereits eine gewachsene Industriestadt. Dessen Entwicklung endete jedoch abrupt mit dem Kriegsende, da die meisten Fabriken als Reparationsleistung demontiert wurden. Ursprünglich sollte das Werk auf dem Gelände der ehemaligen Degussa-Chemiefabrik errichtet werden, wegen der besseren Erweiterungsmöglichkeiten und den noch im Boden vorhandenen Fundamenten wurde aber ein Standort weiter nördlich gewählt.
Das Werk wurde nach Plänen des Stahlkombinats Magnitogorsk im Ural ausgelegt, die sich am amerikanischen Stahlwerk in Gary aus der Zwischenkriegszeit orientierten, dem Prototyp eines modernen integrierten Hüttenwerks. Die errichteten Hochöfen waren deutsche Einheitshochöfen, deren Pläne in der Zeitschrift Stahl und Eisen veröffentlicht waren und ursprünglich für die besetzten Gebiete im Osten vorgesehen waren.
Die urbane Architektur ist vom sozialistischen Klassizismus geprägt, wie viele andere Städte in sozialistischen Staaten, z. B. Nowa Huta in Polen und Sztálinváros in Ungarn. Der Stil war vor allem in den Anfangsjahren mit dem Konzept verbunden, die Wohnverhältnisse zu revolutionieren und das kulturelle Niveau der „Arbeiterklasse“ und aller „Werktätigen“ anzuheben (Wohnpaläste, Kulturpaläste).
Davon leiteten sich „Die 16 Grundsätze des Städtebaus“ ab, nach denen die ersten Stadtviertel von Stalinstadt entworfen worden sind.
Die vagen Vorgaben waren für die beteiligten Architekten und Planer keine große praktische Hilfe. Sie bauten anfangs gerade schnörkellose Gebäude in der Tradition des Bauhaus-Stils, weil sie dies beherrschten und der Stil vor dem Zweiten Weltkrieg als nonkonform und links gegolten hatte. Walter Ulbricht besuchte Anfang 1952 die ersten fertigen Wohnungen und kritisierte sie als zu klein und schlicht. In der Folge wurden mehrmals neue Pläne vorgelegt und wieder verworfen. Daraufhin wurde Kurt Walter Leucht zum leitenden Architekten ernannt, der damit begann, das Amt für Stadtplanung von 40 auf 650 Angestellte zu vergrößern. Als Ziel formulierte er, dass Stadt und die Gebäude „Ausdruck des wachsenden Reichtums der Arbeiterklasse sein sollen“. In der folgenden Bauphase wurden monumentale Gebäude, versehen mit hohen Torbögen und flankierenden Säulen, errichtet, die an die klassizistische deutsche Tradition erinnern sollten. Geplant wurde Stalinstadt um die Fabrik, die man vom Ende der Hauptstraßen sehen konnte. Es entsprach dem damaligen Zeitgeist, dass es bis 1981 dort keine Kirche gab. Dafür entwarf Leucht ein Rathaus mit Turmaufsatz.
Sowohl nach innen als auch nach außen sollte die Stadt einen hohen Lebensstandard versprechen. Die Erwartungen wurden von den Behörden und Politikern noch verstärkt. Nach Ulbrichts Besuch wurden die Räume höher gebaut und er forderte, dass Baumaterialien überdurchschnittlicher Qualität verwendet werden müssen. Otto Grotewohl besichtigte ebenfalls 1952 einige Wohnungen und verlangte danach eine Ausstattung mit in Fabriken hergestellten Möbeln anstelle der „primitiven“ Einrichtung, die er vorgefunden hatte. In den Genuss dieser Wohnungen kamen nur diejenigen, die sich auch als würdig erwiesen hatten. Da sich 80 Prozent der Wohnungen im Besitz des Eisenhüttenkombinats befanden, waren sie bald Bestandteil der Entlohnung insbesondere von „verdienten Stoßarbeitern“.
Als schwierig erwies sich anfangs die Versorgung der Stadt mit Gütern des täglichen Bedarfs. Handelsminister Kurt Gregor schrieb nach einem Besuch der Stadt am 16. August 1952 an die Kommunalverwaltung, dass ihm von einer sehr schlechten Versorgung mit Obst, Gemüse und anderen Gütern berichtet wurde, und dass die schon Monate vorher versprochene Ladenstraße noch nicht fertiggestellt sei. Als Reaktion wurden von der Stadtverwaltung „Einkaufsmessen“ organisiert und unter anderem 740 Fahrräder, 5.000 Eimer, 2.400 Paar Schuhe sowie 10.000 Meter Stoff für Bettwäsche zur Verfügung gestellt.
Ein weiteres Problem war die Freizeitgestaltung für die Arbeiter. Künstler wie Karl Gass, Karl Mundstock, Oskar Nerlinger u. a. lebten und arbeiteten in Stalinstadt, um den Erfolg des Sozialismus künstlerisch zu verarbeiten, und mussten dabei oft erfahren, dass die Arbeiter mit ihren Werken nicht zufrieden waren. Die von der sozialistischen Führung geplante Änderung des menschlichen Verhaltens hin zu einem „kulturvolleren“ Leben ließ sich nur schwer umsetzen.
Stalinstadt entwickelte sich zu einer geteilten Stadt. Wer eine der neuen Wohnungen bekam, war von den Lebensverhältnissen meist ehrlich begeistert. Die meisten Arbeiter, von denen viele jung und ohne Familie waren und die zu einem Drittel aus Vertriebenen ehemaliger deutscher Gebiete bestanden, wohnten weiterhin in Baracken, oft zu zehnt in einem Mehrbettzimmer. Ihre wichtigste Freizeitbeschäftigung blieb der Besuch von Kneipen und das Trinken sowie Schlägereien.
Beim Bau und Betrieb des Hüttenwerks kam es zu größeren Problemen. Das auf 360 Tonnen Roheisen ausgelegte Werk kam zwei Monate nach der ersten Inbetriebnahme mit immer neuen Reparaturen und Einstellungen nur auf eine Leistung von 205 Tonnen. Solange die DDR bestand, mussten Fertigungsprozesse der Stahlproduktion in der UdSSR ausgeführt werden, weil der Betrieb kein Stahlwerk enthielt. Dieses wurde erst nach der Wiedervereinigung endgültig fertiggestellt. Eine der Ursachen war, dass schon 1954 anstelle der geplanten 110 Millionen DDR-Mark nur 34 Millionen in das Werk investiert werden konnten.
Aufgrund der mangelhaften Produktion des Werks, der Versorgungsmängel und des fehlenden Wohnraums für die Arbeiter kam es 1952 zu einer Versammlung der Parteileiter in Stalinstadt. Fritz Selbmann, Minister für Schwermaschinen- und Anlagenbau, bekam eine Geldstrafe als identifizierter Hauptschuldiger und es wurde eine Expertenkommission eingesetzt. Die Staatssicherheit ermittelte ebenfalls und auf Vorschlag sowjetischer Berater wurde vom zuständigen Minister Wilhelm Zaisser ebenfalls Selbmann als Schuldiger verdächtigt. Zu der Zeit gab es Andeutungen von bevorstehenden Schauprozessen gegen Selbmann und leitende Ingenieure des Werks. Verhindert wurden diese von sowjetischen Ingenieuren, die bei einer Überprüfung die Konstruktion der Hochöfen lobten und als Ursache der geringen Produktivität ein falsches Mischungsverhältnis von Kohle und Erz feststellten, welches auf die „Unbedarftheit“ der Beteiligten zurückgeführt wurde.
Nach dem Tod von Stalin wurde im Dezember 1954 von Nikita Chruschtschow eine Kampagne zur „Industrialisierung des Bauwesens“ gestartet. Er forderte darin standardisierte Wohnungen aus Fertigbauelementen und Stahlbeton. Gleichzeitig wurden die monumentalen Bauten des Sozialistischen Realismus darin von ihm abgelehnt. Solche Bauten würden nicht die Behaglichkeit der Bewohner fördern, sondern nur zur erschwerten Nutzung und hohen Kosten führen. Nachdem im Februar 1955 die deutsche Übersetzung der Rede dem ZK der SED vorlag, wurden sämtliche Planungen auch für Stalinstadt geändert. Das geplante monumentale Rathaus wurde nie gebaut und Wohnungen wurden nur noch, wie in der gesamten DDR, als Plattenbauten erstellt.
Wegen der ursprünglichen Propaganda als Beispielstadt blieb Stalinstadt auch nach der eher diskreten Umbenennung zu Eisenhüttenstadt im Jahr 1961 im Bewusstsein der DDR-Bevölkerung und Politik von symbolischer Bedeutung, nicht zuletzt nach der Wiedervereinigung, als der damalige Chef des EKO, Karl Döring, anfangs im Verwaltungsrat der Treuhandanstalt einen Sitz hatte.
Auch in anderen Ostblockländern wurden Städte nach Stalin benannt, deren deutsche Entsprechung „Stalinstadt“ oder einfach „Stalin“ war. Mehrfach waren es Orte mit Hüttenwerken, also Stahlproduktion.

## Bedeutung
Schon mit seiner Gründung hatte der Ort als „erste sozialistische Stadt“ in der DDR eine Sonderstellung, sowohl was Nachrichten und Propaganda betraf als auch in Dingen des täglichen Bedarfs. Die zahlreichen Berichte in den Medien von Beginn an zu der „Stadtgründung aus dem Nichts“ und auch die künstlerischen Darstellungen trugen zu einer Legendenbildung bei. Stalinstadt war, auch nach der Umbenennung in Eisenhüttenstadt, die „gebaute Utopie der frühen DDR-Jahre“. Die sozialistische Gesellschaft sollte sich hier ohne verbliebenen Ballast aus vergangenen Zeiten entwickeln. Es sollte „der neue Mensch entstehen, die Stadt und das Werk sich als Labor einer zukünftigen Gesellschaft, Kultur und Lebensweise zeigen“. Neben den monumentalen Bauten der Anfangsphase gab es dazu auch hier Symbole, wie z. B. die roten Sterne auf öffentlichen und Fabrikgebäuden, die bei Planerfüllung nachts leuchteten.
Einzigartig an Stalinstadt war das völlige Fehlen von Privateigentum an Grundstücken und Häusern sowie Kirchen. Auch war es die einzige Stadt, in der es keinerlei private Handwerks- und Dienstleistungsbetriebe gab. Selbst im benachbarten Fürstenberg unterlagen diese stärkeren Restriktionen als in anderen Orten der DDR. Nicht aufrechterhalten werden konnte das ursprüngliche Verbot von Kleingärten, welches damit begründet worden war, dass diese bürgerlich seien und die Bevölkerung von der Gemeinschaft abhielten. Die Bewohner hatten einfach vor den Toren der Stadt zur Selbsthilfe gegriffen und Gärten angelegt. Anfang der 1960er Jahre erklärte Ulbricht Schrebergärten dann zum proletarischen Freizeitvergnügen.
Die Stadt war in der DDR ein „Sonderversorgungsgebiet“ und das Eisenhüttenkombinat ein „Schwerpunktbetrieb“, so dass beide bevorzugt beliefert wurden. Anfang der 1960er war die Versorgung auch mit Dingen des täglichen Bedarfs in Stalinstadt erheblich besser als in vergleichbaren Städten der DDR.

## Zeitgenössische Pressebilder
|  | 1954: Eisenhüttenstadt, Stadtansicht Gleichzeitig mit dem Eisenhüttenkombinat „J. W. Stalin“ entstand in unmittelbarer Nähe des Werkes die erste sozialistische Stadt der Deutschen Demokratischen Republik, Stalinstadt. Werktätige, die hier in der Nähe ihren Urlaub verbringen, schauen genauso voller Stolz und Bewunderung auf das hier Geleistete, wie die Bevölkerung, die hier eine neue Heimat gefunden hat. In Kürze wird ein Caferestaurant eröffnet werden, ein Teil ist bereits in Betrieb, das sich mit den Restaurants „Warschau“ und „Budapest“ in Berlin messen kann. UBz: Urlauber betrachten Stalinstadt von einem nahegelegenen Hügel aus. |
|  | 1953: Stalinstadt, die erste sozialistische Stadt Deutschlands. Auf Beschluss des Zentralkomitees der Sozialistischen Einheitspartei Deutschlands wird zu Ehren und zum Ruhm J. W. Stalins die Wohnstadt des Eisenhüttenkombinats Ost bei Fürstenberg "Stalinstadt " benannt werden. UBz: Blick in eine Strasse am Nordrand der Stadt. Diese Wohnblöcke wurden 1951 gebaut. |
|  | 1955: Zur Vorbereitung der Jugendweihe Berliner Teilnehmer der Jugendstunden sehen die erste sozialistische Stadt der DDR, Stalinstadt 48 (vier acht) Schüler der 15. und 16. Grundschulen in Berlin-Bohnsdorf, die sich zur Teilnahme an der Jugendweihe gemeldet haben, besuchten am 5. Oktober 1955 im Rahmen der Jugendstunden Stalinstadt, die erste sozialistische Stadt der DDR. Der Patenbetrieb dieser Schulen, das EAW „J. W. Stalin“, hatte den Schülern diese Fahrt ermöglicht und dafür den Werkomnibus zur Verfügung gestellt. UBz: Die Jugendstundenteilnehmer der Bohnsdorfer Schulen in Stalinstadt: Der Direktor des grossen Friedrich-Wolf-Theaters in Stalinstadt, Kollege Haas, berichtet den Schülern: Mit modernster Technik wurde das Lichtspieltheater ausgestattet. Breitwand und 3D-Ton ist den Stalinstädtern eine Selbstverständlichkeit. Nach 11monatiger Bauzeit wurde das schöne Theater am 6. März 1955 fertiggestellt. |
|  | 1961: Tag der Republik in Eisenhüttenstadt Zu einem Bekenntnis der Verbundenheit der Bevölkerung mit den bewaffneten Kräften unseres Staates wurde der Vorbeimarsch der Angehörigen der Bereitschaftspolizei und der Kampfgruppen (unser Bild) an der Ehrentribüne in Stalinstadt am 7. Oktober 1961. |

## Persönlichkeiten, die in Stalinstadt geboren wurden
- Udo Beyer (* 1955), Leichtathlet und Olympiasieger im Kugelstoßen

- Hans-Georg Beyer (* 1956), Handballspieler

- Friedrich Liechtenstein (* 1956), Musiker, Schauspieler und Unterhaltungskünstler

- Detlef Gerstenberg (1957–1993), Leichtathlet

- Frank Schaffer (* 1958), Leichtathlet und Olympiamedaillengewinner

- Katharina Bullin (* 1959), Volleyballspielerin

- Gisela Beyer (* 1960), Leichtathletin

- Elke Pollack (* 1960), Malerin und Grafikerin

## Stalinstadt in Kunst und Kultur
Der Spielfilm Das schweigende Klassenzimmer (Deutschland, 2018) spielt in Stalinstadt zur Zeit des ungarischen Volksaufstandes 1956.